# Miles: The New Miles Davis Quintet
Miles: The New Miles Davis Quintet (noto anche semplicemente come Miles) è un album del trombettista jazz Miles Davis pubblicato nel 1956 dalla Prestige Records.

## Il disco
Questo album, noto anche semplicemente come Miles, fu il primo prodotto dello storico quintetto con John Coltrane, Red Garland, Paul Chambers e Philly Joe Jones costituito da Miles Davis nel 1955.
Dopo il successo ottenuto al Festival di Newport del luglio del 1955, Davis ebbe l'opportunità di formare un proprio gruppo stabile. In precedenza il trombettista aveva sempre suonato in formazioni spesso costituite solo per le molte sessioni di registrazione organizzate dalla Prestige Records.
Forte della possibilità di firmare un contratto con una major come la Columbia Records, Davis raccolse intorno a sé alcuni musicisti, non ancora affermati, ma di sicuro valore. Alcuni furono vere e proprie scoperte di Davis come il ventenne contrabbassista Paul Chambers e il batterista Philly Joe Jones.
Il produttore e proprietario della Prestige Bob Weinstock aveva lasciato libero Davis di andare alla Columbia, ma aveva anche preteso che non fosse pubblicato niente di quanto inciso con la nuova etichetta fintantoché il trombettista non avesse onorato il contratto con la sua etichetta. Per questo furono messe in cantiere questa e le altre sessioni presso gli studi di Rudy Van Gelder dell'11 maggio e del 26 ottobre dell'anno seguente.
Questo primo disco con il quintetto storico fu registrato in un'unica sessione il 16 novembre 1955; solo tre settimane prima il quintetto aveva inciso le sue prime tracce per la Columbia Records. Per tutto il 1956 l'alternanza di registrazioni per le due etichette continuerà e sfocerà in quelli che sono considerati alcuni tra i migliori dischi del trombettista e di tutta la storia del jazz: 'Round About Midnight e la serie Prestige di Cookin', Relaxin', Workin' e Steamin' with the Miles Davis Quintet.
In questo primo anticipo si mescolano e si alternano standards, ballads e composizioni prettamente jazzistiche di derivazione bebop nel modo che renderà celebri i dischi seguenti. Nelle prime sessioni per la Prestige Records, John Coltrane non suona nei brani più lenti (è infatti assente in There is No Greater Love ).
Questa sessione e le seguenti del 1956 per la Prestige, furono registrate come se fossero esibizioni live senza pubblico, il che le rende molto diverse da quelle più professionali e meditate per la Columbia Records.

## Tracce
Lato A
1. Just Squeeze Me - (Duke Ellington, Lee Gaines) - 7:25
2. There is No Greater Love - (Isham Jones, Marty Symes) - 5:16
3. How Am I to Know? - (Dorothy Parker, Jack King) - 4:37

Lato B
1. S'posin' - (Paul Denniker, Andy Razaf) - 5:12
2. The Theme - (Miles Davis) - 5:47
3. Stablemates - (Benny Golson) - 5:19

## Formazione
- Miles Davis - tromba
- John Coltrane - sassofono tenore
- Red Garland - pianoforte
- Paul Chambers - contrabbasso
- Philly Joe Jones - batteria

## Edizioni
- 1956 – LP, Prestige Records LP 7014, copertina verde[4]
- 1963 – The Original Quintet (First Recording), LP, Prestige Records LP 7254, riedizione con copertina diversa
- 1976 – Green Haze, LP (doppio), Prestige Records PR 24064, doppio album che contiene Miles e il precedente The Musings of Miles
- 1982 – LP, Original Jazz Classics Fantasy Records OJC-006, edizione rimasterizzata digitalmente
- 1989 – CD, Original Jazz Classics Fantasy Records OJCCD 006-2, edizione rimasterizzata digitalmente
- 2009 – CD, Prestige Records Concord Music Group 0888072313439, edizione rimasterizzata digitalmente da Rudy Van Gelder
- 2009 – All Miles - The Prestige Albums, CD (x14), Universal Classics & Jazz 0600753217566, Italia, cofanetto che contiene la versione rimasterizzata del 1989
- 2010 – All Miles - The Prestige Albums, CD (x14), Universal Classics & Jazz 0600753315729, Italia, cofanetto che contiene la versione rimasterizzata del 1989

### Singoli
- 1964 – Miles Davis, S'posin' / Just Squeeze Me, 45gg, Prestige Records 45-268